# Timea parasitica
Timea parasitica är en svampdjursart som först beskrevs av Thomas Higgin 1877.  Timea parasitica ingår i släktet Timea och familjen Timeidae. Inga underarter finns listade i Catalogue of Life.